# Dalbergieae
Tribu
Classification phylogénétique
Synonymes
- Adesmieae (Benth.) Hutch.[2]
- Aeschynomeneae (Benth.) Hutch.[2]

Les Dalbergieae sont une tribu de plantes à fleurs dicotylédones de la famille des Fabaceae, sous-famille des Faboideae, originaire des régions tropicales qui compte environ 45 genres.

## Liste des genres
Selon NCBI (14 août 2018) :
- Acosmium Schott, 1827
- Adesmia DC., 1825
- Aeschynomene L., 1753
- Amicia Kunth, 1824
- Arachis L., 1753
- Brya P.Browne, 1756
- Bryaspis P.A.Duvign., 1954
- Cascaronia Griseb., 1879
- Centrolobium Mart. ex Benth., 1837
- Chaetocalyx DC., 1825
- Chapmannia Torr. & A.Gray, 1838
- Cranocarpus Benth., 1859
- Cyclocarpa Afzelius ex Baker, 1871
- Dalbergia L.f., 1782
- Diphysa Jacq., 1760
- Discolobium Benth., 1837
- Etaballia Benth., 1840
- Fiebrigiella Harms, 1908
- Fissicalyx Benth., 1860
- Geissaspis Wight & Arn., 1834
- Geoffroea Jacq., 1760
- Grazielodendron H.C.Lima, 1983
- Humularia P.A.Duvign., 1954
- Inocarpus J.R.Forst. & G.Forst., 1775
- Kotschya Endl., 1839
- Machaerium Pers., 1807
- Maraniona C.E.Hughes & al., 2004
- Nissolia Jacq., 1760
- Ormocarpopsis R.Vig., 1951
- Ormocarpum P.Beauv., 1807
- Paramachaerium Ducke, 1925
- Pictetia DC., 1825
- Platymiscium Vogel, 1837
- Platypodium Vogel, 1837
- Poiretia Vent., 1807
- Pterocarpus Jacq., 1763
- Ramorinoa Speg., 1924
- Riedeliella Harms, 1903
- Smithia Aiton, 1789
- Soemmeringia Mart., 1828
- Steinbachiella Harms, 1928
- Stylosanthes Sw., 1788
- Tipuana (Benth.) Benth., 1860
- Weberbauerella Ulbr., 1906
- Zornia J.F.Gmel., 1792

Selon Cardoso et al. 2013 :
- Dalbergieae
  - clade des Adesmia
    - genre Adesmia DC.
    - genre Amicia Kunth
    - genre Chaetocalyx DC.
    - genre Nissolia Jacq.
    - genre Poiretia Vent.
    - genre Zornia J. F. Gmel.

  - clade des Dalbergia
    - genre Aeschynomene L.
    - genre Bryaspis P. A. Duvign.
    - genre Cyclocarpa Afzel. ex Urb.
    - genre Dalbergia L. f.
    - genre Diphysa Jacq.
    - genre Geissaspis Wight & Arn.
    - genre Humularia P. A. Duvign.
    - genre Kotschya Endl.
    - genre Machaerium Pers.
    - genre Ormocarpopsis R. Vig.
    - genre Ormocarpum P. Beauv.
    - genre Pictetia DC.
    - genre Smithia Aiton
    - genre Soemmeringia Mart.
    - genre Steinbachiella Harms.
    - genre Weberbauerella Ulbr.
    - genre Zygocarpum Thulin & Lavin

  - clade des Pterocarpus
    - genre Acosmium Schott
    - genre Arachis L.
    - genre Brya P. Browne
    - genre Cascaronia Griseb.
    - genre Centrolobium Mart. ex Benth.
    - genre Chapmannia Torr. & A. Gray
    - genre Cranocarpus Benth.
    - genre Discolobium Benth.
    - genre Etaballia Benth.
    - genre Fiebrigiella Harms
    - genre Fissicalyx Benth.
    - genre Geoffroea Jacq.
    - genre Grazielodendron H. C. Lima
    - genre Inocarpus J. R. Forst. & G. Forst.
    - genre Maraniona C.E.Hughes, G.P.Lewis, Daza, & Reynel
    - genre Paramachaerium Ducke[12]
    - genre Platymiscium Vogel
    - genre Platypodium Vogel
    - genre Pterocarpus Jacq.
    - genre Ramorinoa Speg.
    - genre Riedeliella Harms
    - genre Stylosanthes Sw.
    - genre Tipuana (Benth.) Benth.